# Thunderbirds (série télévisée d'animation)
Pour la série télévisée originale, voir Les Sentinelles de l'air. Pour les articles homonymes, voir Thunderbird.
Ne doit pas être confondu avec Thunderbirds Are Go, le film de 1966.
Ne doit pas être confondu avec Les Thunderman.
Thunderbirds, ou Les Sentinelles de l'air au Québec (Thunderbirds Are Go) est une série télévisée d'animation britanno-néo-zélandaise de 78 épisodes de 22 minutes de David Scott et Theo Baynton, inspirée de la série homonyme créée par Sylvia et Gerry Anderson, et diffusée du 4 avril 2015 au 22 février 2020 sur ITV.
Conçue par la société néo-zélandaise Weta Workshop, elle mêle image de synthèse (personnages) et prise de vues réelles (maquettes), contrairement à la série d'origine réalisée entièrement en Supermarionation.
Annoncée fin 2014, la seconde saison est diffusée à partir du 22 octobre 2016, suivie d'une troisième à partir du 31 mars 2018.
En France, la série est diffusée depuis le 30 août 2015 sur Canal J, et au Québec depuis le 12 décembre 2015 à Télé-Québec.

## Synopsis
Il s'agit du remake en images de synthèse de la série originale créée en 1965 : Les Sentinelles de l'air.

## Fiche technique
- Titre original : Thunderbirds Are Go
- Titre français : Thunderbirds ; Les Sentinelles de l'air (sous-titre)
- Création : Sylvia et Gerry Anderson
- Réalisation : David Scott, Theo Baynton, Karl Essex, Ben Milsom, Tim Gaul, Andrew McCully, Chad Moffitt, Simon Godsiff et Shinji Dawson
- Scénario : Rob Hoegee, Benjamin Townsend, Patrick Rieger, Dan Berlinka, Amy Wolfram, Len Uhley, David Baddiel, Paul Giacoppo, Mark Huckerby, Nick Ostler, Elly Brewer, Rich Fogel, James Krieg, Joseph Kuhr, Jonathan Callan, Stan Berkowitz, Peter Briggs, Ian Carney, Charlotte Fullerton, Randolph Heard, Ken Pontac, Andrew Robinson, Kevin Rubio, Scott Sonneborn, Danny Stack, Matt Wayne, Jeremy Adams, David Slack, Richard Dinnick, Anne Mortensen-Agnew, Kevin Burke, Lisa Kettle et Chris Wyatt
- Création des décors : Ben Milsom et Theo Baynton
- Direction artistique : Steven Saunders
- Responsable de la création des maquettes : Steven Saunders
- Supervision des modèles miniatures : Richard Taylor
- Responsable des effets spéciaux visuels : Grant Bensley
- Effets visuels : Weta Workshop, Milk VFX
- Directeur de la photographie : Simon Godsiff
- Montage : Antonis Voutsinos, Louise Pattinson et Adam Reynolds
- Musique : Ben Foster et Nick Foster
- Distribution des voix : Sarah Faust et Susan Needleman
- Producteurs : Sharon Lark, Stuart Mcara et Teresa Reed
- Producteurs exécutifs : Spink Clive, Andrew Smith, Estelle Hughes, Giles Ridge et Richard Taylor
- Sociétés de production : ITV Studios, Pukeko Pictures, Weta Workshop
- Société de distribution : ITV Global Entertainment
- Pays d'origine :  Royaume-Uni /  Nouvelle-Zélande
- Langue originale : anglais
- Format : couleur — 35 mm — 16:9 — son mono
- Genre : science-fiction
- Nombre d'épisodes : 78
- Durée : 22 minutes
- Dates de première diffusion :
  - Royaume-Uni : 4 avril 2015
  - Nouvelle-Zélande : 10 avril 2015
  - France : 30 août 2015

## Distribution

### Voix originales
- Rasmus Hardiker : Scott Tracy / Alan Tracy
- David Menkin : Virgil Tracy / Gordon Tracy
- Thomas Brodie-Sangster : John Tracy
- Kayvan Novak : Brains
- Angel Coulby : Kayo
- Rosamund Pike : Lady Penelope Creighton-Ward
- David Graham : Aloysius Parker
- Sandra Dickinson : Grandma Tracy
- Andres Williams : The Hood

### Voix françaises
- Hervé Grull : Scott Tracy
- Olivier Podesta : Alan Tracy
- Vincent Ropion : Gordon Tracy
- Anatole Yun : Virgil Tracy
- Fabrice Trojani : John Tracy
- Philippe Siboulet : Brains
- Camille Donda : Kayo
- Rosamund Pike : Lady Penelope Creighton-Ward
- Jean-Claude Donda : Aloysius Parker
- Odile Schmitt : Grand-mère Tracy
- Philippe Catoire : The Hood
- Daniel Beretta : la voix du compte à rebours
- Jean-Michel Vaubien : Robert Williams

- Version française
  - Société de doublage : Mediadub International[3] puis BTI Studios
  - Direction artistique : Jean-Claude Donda[3]
  - Adaptation des dialogues : Armelle Guerin et Marie-Jo Aznar

 Source et légende : version française (VF) sur RS Doublage et selon le carton du doublage français.

## Production
De nombreuses vedettes du petit et du grand écran ont participé à la série et donné leur voix pour incarner des personnages, citons notamment parmi les plus connues : Lee Majors (Jeff Tracy), Jack Whitehall (François Lemaire), Emilia Clarke (Doyle), Mark Gatiss (Professeur Quentin Questa), David Tennant (Tycho Reeves), Sylvester McCoy (Aezethril), Jennifer Saunders (Helen Shelby), Peter Davison (Higgins), Sacha Dhawan (Stew), Asa Butterfield (Conrad), Gemma Chan (Professeur Kwark) ou Jenna Coleman (Baines).

## Épisodes

### Première saison (2015-2016)
1. La Ceinture de feu, 1re partie (Ring of Fire - Part 1)
2. La Ceinture de feu, 2e partie (Ring of Fire - Part 2)
3. Course spatiale (Space Race)
4. Galeries croisées (Crosscut)
5. À bord du Fireflash (Fireflash)
6. Déconnecté (Unplugged)
7. Train d'enfer (Runaway)
8. EOS (EOS)
9. Mise en orbite (Slingshot)
10. Les Tunnels du temps (Tunnels of Time)
11. Atmosphère (Skyhook)
12. Dans les abysses (Under Pressure)
13. Métaux lourds (Heavy Metal)
14. Le ciel nous tombe sur la tête (Falling Skies)
15. Souvenirs (Relic)
16. Accident (Breakdown)
17. Le Club du Casse (Heist Society)
18. Ressource d'énergie (Recharge)
19. Extraction (Extraction)
20. L'Expert (The Hexpert)
21. Chasseurs de comètes (Comet Chasers)
22. Conducteur désigné (Designated Driver)
23. Chaîne de commandement (Chain of Command)
24. Panique dans les airs (Touch and Go)
25. Sous-couverture (Undercover)
26. L'Heure des aveux (Legacy)

### Deuxième saison (2016-2017)
1. Le Perforaterre (Earthbreaker)
2. Le Vaisseau fantôme (Ghost Ship)
3. Exploration sur Europe (Deep Search)
4. Des vacances sous-marines perturbées (City Under the Sea)
5. Mission Mars (Colony)
6. Remontées des profondeurs marines, 1re partie (Up from the Depths - Part 1)
7. Remontées des profondeurs marines, 2e partie (Up from the Depths - Part 2)
8. L'Atlantide (Lost Kingdom)
9. Un dangereux plan sur la comète (Impact)
10. RAD (High Strung)
11. Une idée foudroyante (Weather or Not)
12. Sauvetage contre la montre (Fight or Flight)
13. La Grande Évasion (Escape Proof)
14. Le Volcan (Volcano!)
15. Jeux de pouvoir (Power Play)
16. Coup de tonnerre (Bolt from the Blue)
17. L'Attaque des reptiles (Attack of the Reptiles)
18. Tempête de sable dans le Sahara (Grandma Tourismo)
19. Fred les doigts d'or (Clean Sweep)
20. L'Homme de Thunderbird  (The Man from TB5)
21. État d'alerte (Home on the Range)
22. La Tour infernale (Inferno)
23. Niveau critique (Long Haul)
24. Sauvetage en pleine mer (Rigged for Disaster)
25. À toute vitesse (Hyperspeed)
26. Ennemis mortels (Brains vs. Brawn)

### Troisième saison (2018-2020)
1. Le Chaos : 1re partie (Chaos - Part 1)
2. Le Chaos : 2e partie (Chaos - Part 2)
3. Le chemin de la destruction (Path of Destruction)
4. Nuit et jour (Night and Day)
5. Erreurs de jeunesse (Growing Pains)
6. Signes de vie (Life Signs)
7. Le Raid (Rally Raid)
8. Cours accéléré (Crash Course)
9. Moteur éteint (Flame Out)
10. Eau profonde (Deep Water)
11. Fin de jeu (Endgame)
12. SOS - 1re partie (SOS - Part 1)
13. SOS - 2e partie (SOS - Part 2)
14. Signaux - 1re partie (Signals - Part 1)
15. Signaux - 2e partie (Signals - Part 2)
16. Réaction en chaîne (Chain Reaction)
17. Fuite (Getaway)
18. Avalanche (Avalanche)
19. Sens dessus dessous (Up Side Down)
20. ICarus (ICarus)
21. Evasion (Break Out)
22. Le trésor englouti (Buried Treasure)
23. Venin (Venom)
24. Coupe-feu (Firebreak)
25. La vaste étendue : 1re partie (The Long Reach: Part 1)
26. La vaste étendue : 2e partie (The Long Reach: Part 2)

## Autour de la série
- David Graham doublait déjà le personnage de Parker dans la série originale, il y a 50 ans.

## DVD
La série est sortie dans son intégralité sur le support DVD et blu-ray (uniquement la première saison) en Grande-Bretagne.
- Thunderbirds are go: Complete Series One (coffret 4 DVD-9) édité et distribué par ITV Studios le 1er février 2016 : Ratio écran 16:9 ; sous-titres anglais ; 26 épisodes de la première saison. Il s'agit d'une édition Zone 2 Pal. (ASIN B018G7NUG4)
- Thunderbirds are go: Series 2 Volume 1 (boîtier 2 DVD-9) édité et distribué par ITV Studios le 6 février 2017 : Ratio écran 16:9 ; sous-titres anglais ; 13 épisodes de la seconde saison. Il s'agit d'une édition Zone 2 Pal. (ASIN B01M4N6UJM)
- Thunderbirds are go: Series 2 Volume 2 (boîtier 2 DVD-9) édité et distribué par ITV Studios le 5 février 2018 : Ratio écran 16:9 ; sous-titres anglais ; 12 épisodes de la seconde saison. Il s'agit d'une édition Zone 2 Pal. (ASIN B077TZX4DK)
- Thunderbirds are go: Series 3 Volume 1 (boîtier 2 DVD-9) édité et distribué par ITV Studios le 9 septembre 2019 : Ratio écran 16:9 ; sous-titres anglais ; 13 épisodes de la troisième saison. Il s'agit d'une édition Zone 2 Pal. (ASIN B07VQHZ8B7)
- Thunderbirds are go: Series 3 Volume 2 (boîtier 2 DVD-9) édité et distribué par ITV Studios le 2 mars 2020 : Ratio écran 16:9 ; sous-titres anglais ; 13 épisodes de la troisième saison ; en bonus l'épisode manquant de la saison 2 Inferno. Il s'agit d'une édition Zone 2 Pal. (ASIN B083MDKTS5)